# Ficus chaparensis
Ficus chaparensis är en mullbärsväxtart som beskrevs av C.C.Berg och Villav.. Ficus chaparensis ingår i släktet fikonsläktet, och familjen mullbärsväxter. Inga underarter finns listade i Catalogue of Life.